# European Enhanced Exploration Exercise Device
Il European Enhanced Exploration Exercise Device (E4D) è un dispositivo ginnico multifunzionale progettato per l'allenamento degli astronauti durante le missioni spaziali di lunga durata.
Sviluppato dalla Danish Aerospace Company (DAC) su commissione dell'Agenzia spaziale europea (ESA), l'E4D rappresenta una soluzione migliorata dei dispositivi ginnici ARED e CEVIS per contrastare la perdita di massa muscolare e ossea causata dalla microgravità. Combinando diverse modalità di esercizio, il dispositivo consente di eseguire una vasta gamma di esercizi, garantendo varietà e completezza nei programmi di allenamento. Pensato per essere utilizzato sia sulla Stazione spaziale internazionale (ISS) che su future stazioni spaziali come il Lunar Gateway e le missioni su Marte, l'E4D si distingue per la sua modularità, la capacità di personalizzare gli allenamenti e l'integrazione di sistemi di monitoraggio avanzati. Oltre alla funzione principale di mantenere la salute fisica degli astronauti, il dispositivo svolge un ruolo fondamentale nella raccolta di dati scientifici sull'impatto fisiologico dell'esercizio in ambienti di microgravità.

## Storia
Il E4D è stato sviluppato per affrontare una delle principali sfide delle missioni spaziali a lungo termine: il deterioramento muscolare e osseo causato dall'assenza di gravità.
Nel 2019, il prototipo dell'E4D è stato testato per sette settimane presso il Johnson Space Center della NASA. Durante queste prove, 25 persone, di cui 14 astronauti esperti provenienti dalla NASA, dall'ESA e dalla JAXA, hanno valutato le prestazioni dell'E4D confrontandolo con un dispositivo statunitense concorrente. La commissione EEDD (Exploration Exercise Device Downselect), composta da esperti della NASA e dell'ESA, ha selezionato all'unanimità l'E4D come apparecchiatura ginnica migliore per le future missioni Artemis, il Lunar Gateway e le missioni umane su Marte.
Nel 2021, ESA ha esteso il contratto con l'azienda DAC per ampliare le funzioni del dispositivo e includere nuovi strumenti software al fine di migliorarne l'usabilità per gli specialisti medici di NASA e ESA. L'estensione ha portato il valore del contratto a 4,1 milioni di DKK (circa 550 mila euro), con un aumento del 16% rispetto al valore originale.

## Descrizione
L'E4D è stato progettato come dispositivo ginnico multifunzionale capace di offrire quattro principali modalità di allenamento:
- Esercizi Resistivi: Il dispositivo permette di eseguire oltre 30 esercizi resistivi, con carichi fino a 270 kg. È in grado di fornire una forza costante e di simulare l'inerzia, permettendo all'utente di regolare la gravità simulata (ad esempio, replicare l'esperienza di sollevamento pesi su Marte). L'utente può anche regolare il carico eccentrico tra il 50% e il 200%, creando condizioni di sovraccarico o sotto-carico durante i movimenti eccentrici.[1]
- Ciclismo su ergometro: la modalità ciclismo utilizza un sistema di carico basato sulla potenza, simulando l'esperienza reale della pedalata. L'E4D supporta carichi fino a 500 W e una cadenza di 120-160 giri al minuto o superiori. L'utente può eseguire sessioni di allenamento con profili di carico preimpostati, come la simulazione di una tappa del Tour de France.[1]
- Canottaggio: il modulo di canottaggio dell'E4D replica la sensazione di accelerare una barca reale, grazie a un volano che genera resistenza. L'intensità dell'allenamento può essere regolata su una scala da 1 a 10, con livelli più alti che simulano la resistenza di imbarcazioni più grandi.[1]
- Trazione su corda: questa modalità combina esercizio aerobico e di resistenza. L'utente può eseguire trazioni mano su mano o con entrambe le mani. Questo esercizio è pensato per rafforzare i muscoli utilizzati in situazioni di emergenza, come l'uscita da una capsula o il soccorso di un altro membro dell'equipaggio. Anche qui l'intensità può essere regolata da 1 a 10.[1]

Il software dell'E4D consente il pieno controllo del dispositivo, dalla configurazione all'acquisizione dei dati. Le funzionalità includono:
- visualizzazione dei dati di allenamento su un tablet integrato.
- archiviazione e trasmissione dei dati in tempo reale per il monitoraggio remoto.
- possibilità di integrare elementi di intrattenimento, come film o musica, per motivare l'utente.
- modalità competitiva tra astronauti e con utenti a terra.[1] Inoltre, il sistema supporta la gestione remota e la trasmissione di telemetria sicura, con la possibilità di regolare la frequenza di campionamento in base alla qualità della connessione di rete.[1]

## Lancio e installazione

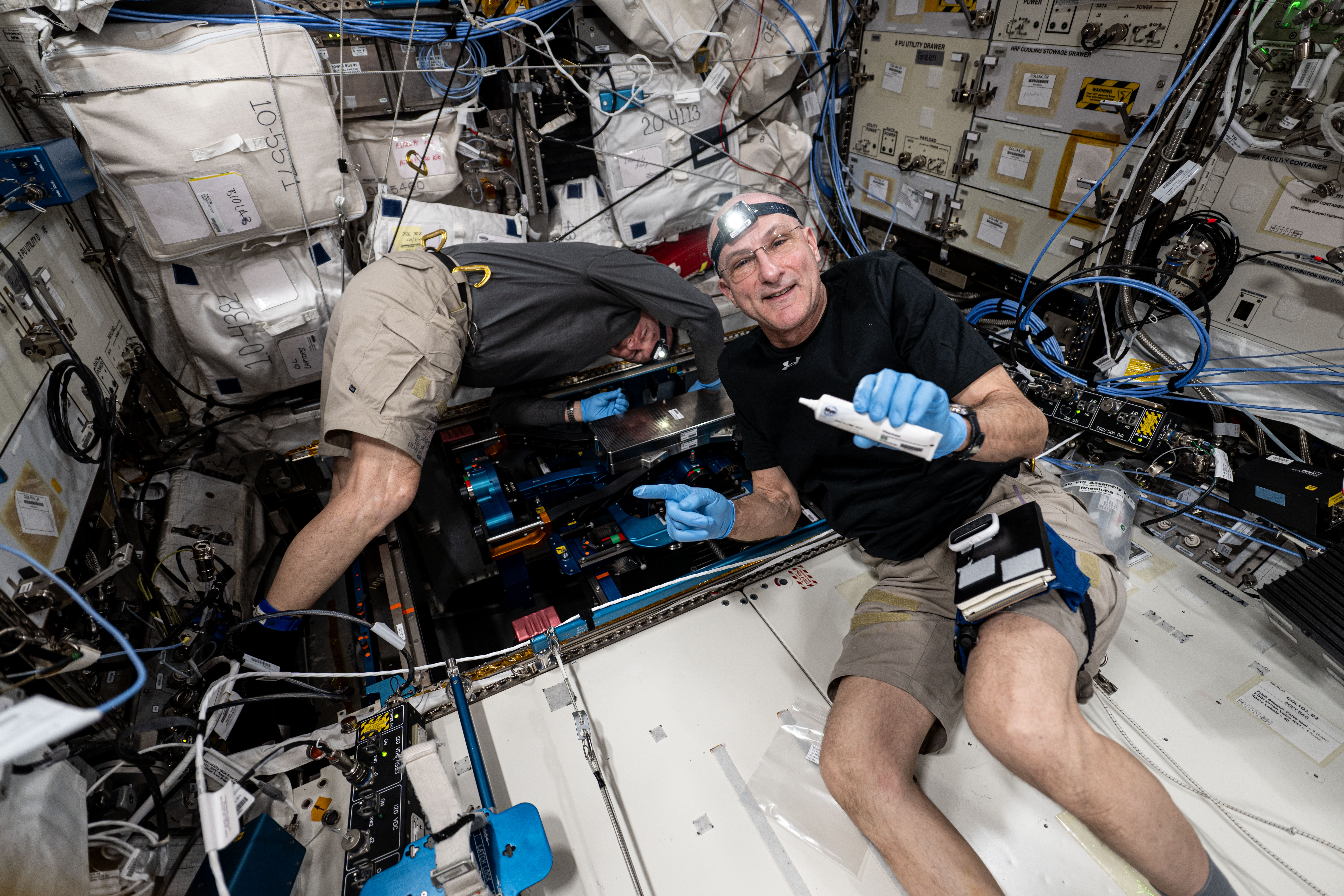
Gli astronauti Don Pettit e Butch Wilmore installano il E4D nel modulo Columbus della Stazione spaziale internazionale

Il primo modello di volo dell'E4D è stato lanciato sulla Stazione Spaziale Internazionale (ISS) nel 2024. Nel dicembre 2024 gli astronauti Don Pettit e Butch Wilmore lo hanno installato nel modulo Columbus. Dopo l'attivazione e il collaudo iniziale, il dispositivo sarà sottoposto a una fase operativa di 2-3 anni per testarne l'affidabilità e l'efficacia nelle condizioni di microgravità.
Parallelamente, ESA ha pianificato l'uso dell'E4D anche per il Lunar Gateway, la stazione spaziale orbitante intorno alla Luna. Le competenze acquisite durante lo sviluppo e i test dell'E4D sulla ISS saranno fondamentali per la realizzazione di una nuova versione destinata al Gateway e alle missioni di lunga durata su Marte.

## Operatività
A bordo della ISS, l'E4D funge sia da attrezzo ginnico per la routine quotidiana degli astronauti che da strumento di ricerca scientifica. Gli astronauti eseguiranno esercizi esclusivamente con l'E4D durante le missioni di test, consentendo la raccolta di dati sul suo impatto fisiologico e sulla sua resistenza nel tempo.
Il dispositivo include un sistema di stabilizzazione a isolamento delle vibrazioni (Vibration Isolation Stabilization, VIS) per proteggere la struttura della ISS dagli sforzi generati durante gli allenamenti. Questo sistema sarà adattato per le future missioni esplorative, dove i limiti di potenza, massa e volume saranno più stringenti.

## Sviluppi futuri
ESA prevede l'uso di tecnologie derivate dall'E4D per il programma Artemis, il Lunar Gateway e le missioni su Marte. La versatilità del dispositivo e la sua capacità di combinare più modalità di allenamento in un'unica macchina sono considerate essenziali per mantenere la salute degli astronauti durante le future esplorazioni spaziali.
Inoltre, il software dell'E4D è previsto che verrà evoluto con l'integrazione di nuove funzioni, tra cui esercizi personalizzati, modalità di allenamento basate su prescrizioni mediche e strumenti avanzati di analisi delle prestazioni.